# Zwaansteeg
De Zwaansteeg is een steeg in het centrum van de Nederlandse stad Utrecht.
De steeg is zo'n 120 meter lang en begint bij de Oudegracht 223; een pand met de naam De Swaen. Ze loopt door tot de Springweg ter hoogte van nummer 84. De steeg bestond al in de middeleeuwen, mogelijk reeds rond 1300.
In de Zwaansteeg staan op de nummers 2 en 4 huizen die een rijksmonument zijn. Nummer 3 is een gemeentelijk monument. Op de nummers 5 en 7 bevinden zich twee huizen die in oorsprong uit de 17e eeuw dateren. Op nummer 11H staat een voormalig graanpakhuis dat in oorsprong dateert uit de 14e eeuw. Gaandeweg is het verbouwd en in 1719 werd er een bank van lening in gevestigd. Het is gewaardeerd als rijksmonument omdat het "geheel typerend [is] voor de stedelijke ontwikkeling van diepe percelen aan de Oudegracht waarbij het hoofdhuis aan de voorzijde stond en op de achtererven bebouwing kon ontstaan. Hier in het bijzonder gerelateerd aan de graanhandel en -opslag die zich concentreerde in deze wijk". Nummer 20 is verbonden met stadskasteel Den Ouden Puth en een rijksmonument.
Rond 1979 vond een stadsvernieuwing plaats in de Zwaansteeg en de aansluitende Jacobsgasthuissteeg. Tal van panden werden daarin gesloopt en er verrezen 28 nieuwbouwwoningen verdeeld over beide stegen.
In de Zwaansteeg is sinds de jaren veertig een muurreclame te zien: 'Bakker van Doorn bakt brood van het beste koren'. Van Doorn zat tussen 1936-1952 in het pand Springweg 84.
In 2017 werd precies ertegenover een tweede muurreclameschildering onder het stucsel vandaan gehaald, die van C. Hekman Voorschotbank. Hekman zat op Springweg 86 tussen 1886 en 1928.